# 玫瑰淵花鮨
玫瑰淵花鮨為輻鰭魚綱鱸形目鱸亞目鮨科的其中一種，分布於西南大西洋的巴西伯南布哥外海海域，棲息深度100-300公尺，體長可達15公分，為深海底棲性魚類，屬肉食性，生活習性不明。

## 擴展閱讀
維基物種上的相關：玫瑰淵花鮨